# Федотов, Андрей Владимирович
Андрей Владимирович Федотов (5 мая 1971, Ижевск — 12 сентября 2023, Австрия) — советский и российский хоккеист, вратарь.

## Биография
Воспитанник ижевского хоккея, тренеры Андрей Казионов, Николай Соловьёв. Дебютировал за «Ижсталь» в переходном турнире между высшей и первой лигами сезона 1985/86 в 14-летнем возрасте, через год провёл в аналогичном турнире 8 матчей; в сезоне 1988/89 первой лиги сыграл в 15 матчах. В сезонах 1989/90 — 1990/91 был первым вратарём команды первой лиги «Молот» Пермь. В сезоне 1991/92 провёл пять матчей в высшей лиге за «Крылья Советов». В сезонах 1992/93 — 1995/96 — третий вратарь команды МХЛ «Спартак» Москва.
Играл за юношескую и молодёжную сборные СССР.
Завершил карьеру после тяжёлой травмы головы. В сезоне 2003/04 провёл 20 матчей за «Спартак-2».
Скончался в сентябре 2023 года в Австрии, сообщалось о возможном насильственном характере смерти.
Сын Андрей (род. 1994) играл на позиции вратаря в первой половине 2010-х на молодёжном уровне в США и в МХЛ. Затем — тренер вратарей.